# Prva crnogorska fudbalska liga 2022-2023
La Prva crnogorska fudbalska liga 2022-2023 (prima lega calcistica montenegrina 2022-2023), conosciuta anche come Telekom 1.CFL 2022-2023 per ragioni di sponsorizzazione, è stata la 19ª edizione di questa competizione, la 17ª come prima divisione del Montenegro indipendente, iniziata il 23 luglio 2022 e terminata il 25 maggio 2023. Il Sutjeska era la squadra campione in carica. Il Budućnost ha conquistato il titolo per la sesta volta nella sua storia.

## Stagione

### Avvenimenti
Dalla Prva crnogorska fudbalska liga 2021-2022 sono retrocessi in Druga Crnogorska Liga il Podgorica e lo Zeta. Sono stati sostituiti dal Jedinstvo Bijelo Polje, primo classificato in Druga Crnogorska Liga, e dall'Arsenal Tivat, seconda classificata in Druga Crogorska Liga.

### Formula
Le 10 squadre disputano un doppio girone di andata-ritorno, per un totale di 36 giornate; al termine di queste, l'ultima classificata viene retrocessa, mentre la penultima e la terzultima disputano i play-out contro la seconda e terza classificata della Druga crnogorska fudbalska liga 2022-2023.
Le squadre qualificate alle coppe europee sono quattro: La squadra campione si qualifica al primo turno di qualificazione della UEFA Champions League 2023-2024, la seconda e la terza al primo turno di qualificazione della UEFA Europa Conference League 2023-2024, insieme alla squadra vincitrice della coppa del Montenegro.

## Squadre partecipanti
| Club                   | Città        | Stadio                 | Stagione precedente              |
| ---------------------- | ------------ | ---------------------- | -------------------------------- |
| Arsenal Tivat          | Teodo        | Stadion u Parku        | 2º posto in Druga liga, promosso |
| Budućnost              | Podgorica    | Stadio pod Goricom     | 2º posto in Prva liga            |
| Dečić                  | Tuzi         | Stadio Tuško Polje     | 3º posto in Prva liga            |
| Iskra Danilovgrad      | Danilovgrad  | Stadio Braća Velašević | 4º posto in Prva liga            |
| Jedinstvo Bijelo Polje | Bijelo Polje | stadio Gradski         | 1º posto in Druga liga, promosso |
| Jezero                 | Plav         | Stadio Pod Racinom     | 6º posto in Prva liga            |
| Mornar                 | Antivari     | Stadion Topolica       | 5º posto in Prva liga            |
| Petrovac               | Castellastua | Stadio pod Malim brdom | 7º posto in Prva liga            |
| Rudar Pljevlja         | Pljevlja     | Stadio pod Golubinjom  | 8º posto in Prva liga            |
| Sutjeska               | Nikšić       | Gradski stadion        | 1º posto in Prva liga            |

## Classifica finale
|  | Pos. | Squadra                | Pt | G  | V  | N  | P  | GF | GS | DR  |
|  | ---- | ---------------------- | -- | -- | -- | -- | -- | -- | -- | --- |
|  | 1.   | Budućnost              | 70 | 36 | 20 | 10 | 6  | 61 | 27 | +24 |
|  | 2.   | Sutjeska               | 70 | 36 | 20 | 10 | 6  | 75 | 34 | +41 |
|  | 3.   | Arsenal Tivat          | 50 | 36 | 15 | 11 | 10 | 39 | 39 | 0   |
|  | 4.   | Dečić                  | 50 | 36 | 12 | 14 | 10 | 44 | 37 | +7  |
|  | 5.   | Jedinstvo Bijelo Polje | 47 | 36 | 13 | 8  | 15 | 43 | 54 | -11 |
|  | 6.   | Petrovac               | 45 | 36 | 11 | 12 | 13 | 50 | 57 | -7  |
|  | 7.   | Jezero                 | 43 | 36 | 10 | 13 | 13 | 35 | 38 | -3  |
|  | 8.   | Mornar                 | 42 | 36 | 11 | 9  | 16 | 30 | 41 | -11 |
|  | 9.   | Rudar Pljevlja         | 38 | 36 | 11 | 16 | 9  | 36 | 51 | -15 |
|  | 10.  | Iskra Danilovgrad      | 31 | 36 | 7  | 10 | 19 | 33 | 58 | -25 |

Legenda:
      Campione di Montenegro e ammessa alla UEFA Champions League 2023-2024.
      Ammesse alla UEFA Europa Conference League 2023-2024.
  Partecipa ai play-out.
      Retrocesse in Druga crnogorska fudbalska liga 2023-2024.
Regolamento:
Tre punti a vittoria, uno a pareggio, zero a sconfitta.
Note:

1. ↑  Il Budućnost arriva davanti al Sutjeska grazie agli scontri diretti.
2. ↑  L'Arsenal Tivat arriva davanti al Dečić grazie agli scontri diretti.

## Risultati
|                        | Ars  | Bud  | Deč  | Isk  | Jed  | Jez  | Mor  | Pet  | Rud  | Sut  |
| ---------------------- | ---- | ---- | ---- | ---- | ---- | ---- | ---- | ---- | ---- | ---- |
| Arsenal Tivat          | –––– | 0-4  | 1-2  | 3-0  | 1-0  | 1-1  | 2-1  | 0-2  | 0-2  | 2-2  |
| Arsenal Tivat          | –––– | 1-1  | 0-0  | 2-3  | 1-0  | 1-0  | 0-0  | 1-1  | 0-1  | 0-1  |
| Budućnost              | 2-0  | –––– | 0-2  | 0-1  | 3-0  | 2-1  | 2-0  | 3-3  | 2-1  | 2-0  |
| Budućnost              | 1-0  | –––– | 1-0  | 3-0  | 4-0  | 1-3  | 2-0  | 4-4  | 2-1  | 1-1  |
| Dečić                  | 2-4  | 0-0  | –––– | 3-0  | 0-1  | 1-1  | 3-1  | 1-1  | 5-1  | 1-2  |
| Dečić                  | 0-0  | 4-3  | –––– | 0-1  | 2-0  | 1-1  | 1-1  | 3-0  | 1-0  | 0-3  |
| Iskra                  | 2-3  | 1-1  | 0-0  | –––– | 1-3  | 2-1  | 2-1  | 1-2  | 0-0  | 1-2  |
| Iskra                  | 0-1  | 3-0  | 1-3  | –––– | 1-1  | 1-1  | 1-1  | 2-2  | 2-1  | 0-2  |
| Jedinstvo Bijelo Polje | 2-2  | 0-1  | 1-2  | 2-1  | –––– | 0-1  | 1-0  | 0-1  | 0-0  | 1-1  |
| Jedinstvo Bijelo Polje | 0-0  | 1-3  | 0-0  | 2-1  | –––– | 2-1  | 3-1  | 2-1  | 3-4  | 0-4  |
| Jezero                 | 2-1  | 0-0  | 0-0  | 0-0  | 0-2  | –––– | 3-1  | 2-2  | 3-1  | 1-0  |
| Jezero                 | 1-0  | 1-2  | 2-1  | 2-0  | 2-1  | –––– | 0-0  | 1-1  | 0-0  | 0-0  |
| Mornar                 | 0-1  | 1-2  | 0-1  | 0-0  | 2-2  | 1-0  | –––– | 1-0  | 2-2  | 2-1  |
| Mornar                 | 0-1  | 0-1  | 1-0  | 0-0  | 1-0  | 1-0  | –––– | 0-1  | 2-0  | 3-2  |
| Petrovac               | 1-2  | 4-1  | 2-2  | 1-0  | 1-1  | 2-1  | 1-2  | –––– | 0-0  | 4-0  |
| Petrovac               | 0-3  | 1-1  | 2-1  | 4-1  | 2-3  | 1-0  | 0-1  | –––– | 2-3  | 1-1  |
| Rudar Pljevlja         | 0-0  | 0-1  | 1-1  | 3-1  | 0-3  | 2-1  | 1-0  | 0-1  | –––– | 0-0  |
| Rudar Pljevlja         | 1-2  | 1-1  | 0-0  | 3-1  | 1-2  | 0-0  | 0-1  | 4-2  | –––– | 1-4  |
| Sutjeska               | 2-1  | 0-1  | 3-0  | 3-0  | 5-0  | 3-0  | 1-1  | 2-0  | 4-0  | –––– |
| Sutjeska               | 2-2  | 2-2  | 1-1  | 2-1  | 3-4  | 4-2  | 4-1  | 2-1  | 2-1  | –––– |

## Spareggi
Penultima e terzultima della prima divisione sfidano seconda e terza della seconda divisione per due posti in Prva crnogorska fudbalska liga 2023-2024.
|                | Risultati |                | Luogo e data              |
| -------------- | --------- | -------------- | ------------------------- |
| Kom            | 1 - 1     | Rudar Pljevlja | Podgorica, 30 maggio 2023 |
| Rudar Pljevlja | 2 - 1     | Kom            | Pljevlja, 3 giugno 2023   |
|                |           |                |                           |
| Mornar         | 2 - 0     | Berane         | Antivari, 30 maggio 2023  |
| Berane         | 0 - 2     | Mornar         | Berane, 3 giugno 2023     |
|                |           |                |                           |

## Statistiche

### Individuali

#### Classifica marcatori
| Gol |  |  | Giocatore         | Squadra                |
| --- |  |  | ----------------- | ---------------------- |
| 25  |  |  | Tyrone Conraad    | Sutjeska               |
| 13  |  |  | Žarko Korać       | Jedinstvo Bijelo Polje |
| 10  |  |  | Mendy Mamadou     | Petrovac               |
| 9   |  |  | Vuk Striković     | Sutjeska               |
| 8   |  |  | Rodrigo Faust     | Petrovac               |
| 8   |  |  | Dragan Grivić     | Sutjeska               |
| 8   |  |  | Julian Montenegro | Petrovac               |
| 8   |  |  | Zorar Petrović    | Budućnost              |